# Bá tước xứ Desmond
Bá tước xứ Desmond (tiếng Ireland: Iarla Dheasumhan có nghĩa là Bá tước xứ Nam Munster) là một tước hiệu trong Đẳng cấp quý tộc Ireland đã được tạo ra 4 lần kể từ năm 1329. Tước hiệu này lần đầu tiên được trao cho Maurice FitzGerald, Nam tước Desmond thứ 4, một lãnh chúa Hiberno-Norman ở Tây Nam Ireland và nó được con cháu của ông nắm giữ cho đến năm 1583 khi họ nổi dậy chống lại Vương quyền Anh trong Cuộc nổi dậy Desmond. Sau hai lần tái lập tước hiệu này trong thời gian ngắn vào đầu những năm 1600, tước hiệu Bá tước xứ Desmond đã được gia tộc Feilding ở Warwickshire, Anh nắm giữ từ năm 1628. Người nắm giữ hiện tại là Alexander Feilding, Bá tước thứ 12 xứ Denbigh và Bá tước thứ 11 xứ Desmond (tạo ra lần thứ 4).